# Scaliola gracilis
Scaliola gracilis är en snäckart. Scaliola gracilis ingår i släktet Scaliola och familjen Cerithiidae. Inga underarter finns listade i Catalogue of Life.